# 日本火災学会
公益社団法人日本火災学会（こうえきしゃだんほうじんにほんかさいがっかい、英称：Japan Association for Fire Science and Engineering、略称JAFSE）とは、1950年に設立された火災に関する科学および技術の研究の促進および交流をはかり、もって学術・技術の発展と社会の福祉に寄与することを目的とした学会である。現在の会長は神戸大学・北後明彦教授。日本学術会議協力学術研究団体。

## 概要
大正12年の関東大震災以降、耐火や防火に関する実験が行われるようになり、昭和8年ごろから木造家屋の火災実験が行われるようになった。これらの調査研究の発表、連絡、討議のために、また知識や技術の普及のために学会および会誌が必要とされ、1950年（昭和25年）に設立に至った。
学会は、火災に関する科学および技術の研究の促進および交流をはかり、もって学術・技術の発展と社会の福祉に寄与することを目的としている。

## 沿革
- 1950年 日本火災学会 発足
- 1963年 社団法人日本火災学会 設立
- 2012年 公益社団法人日本火災学会 移行

## 歴代会長
| 歴代 | 氏名       | 主たる職                               |
| ---- | ---------- | -------------------------------------- |
| 1    | 内田祥三   | 東京帝国大学工学部長，東京帝国大学総長 |
| 2    | 小林辰男   | 東京大学教授，自治省消防庁消防研究所長 |
| 3    | 浜田稔     | 東京大学教授，東京大学名誉教授         |
| 4    | 中田金市   | 自治省消防研究所所長                   |
| 5    | 金原寿郎   | 上智大学教授                           |
| 6    | 畠山久尚   | 気象庁長官，二松学舎大学教授           |
| 7    | 﨑川範行   | 東京工業大学教授，日本大学教授         |
| 8    | 横井鎮男   | 日本大学教授                           |
| 9    | 川越邦雄   | 建築研究所所長                         |
| 10   | 難波桂芳   | 東京大学教授                           |
| 11   | 熊野陽平   | 自治省消防研究所所長                   |
| 12   | 堀内三郎   | 京都大学教授，関西大学教授             |
| 13   | 同上       | 同上                                   |
| 14   | 大川鶴二   | 東京消防庁消防総監                     |
| 15   | 秋田一雄   | 東京大学教授                           |
| 16   | 斉藤光     | 千葉大学教授                           |
| 17   | 上原陽一   | 自治省消防研究所部長，横浜国立大学教授 |
| 18   | 若松孝旺   | 建設省建築研究所部長，東京理科大学教授 |
| 19   | 平野敏右   | 東京大学大学院教授，(独)消防研究所所長 |
| 20   | 菅原進一   | 東京大学大学院教授                     |
| 21   | 神忠久     | 自治省消防研究所部長                   |
| 22   | 室﨑益輝   | 神戸大学大学院教授，(独)消防研究所所長 |
| 23   | 森田昌宏   | 東京理科大学教授                       |
| 24   | 関澤愛     | 東京大学大学院特任教授                 |
| 25   | 佐藤研二   | 東邦大学教授                           |
| 26   | 田中哮義   | 京都大学名誉教授                       |
| 27   | 大谷英雄   | 横浜国立大学教授                       |
| 28   | 長谷見雄二 | 早稲田大学教授                         |
| 29   | 土橋律     | 東京大学教授                           |
| 30   | 北後明彦   | 神戸大学教授                           |
| 31   | 鶴田俊     | 秋田県立大学                           |

## 主な活動・情報発信
学術専門委員会を設けて、基礎的な調査研究から、消防防災の技術、建築防火対策などの実務的なテーマに至るまで幅広く活動している。一般向けに講演討論会を年1回、火災科学セミナーを年2回開催し、会員向けに研究発表会を5月ごろに開催している。定期刊行物として火災誌（年6回）や論文集（年3回）を発行している。図書としては、「火災と建築」、「火災便覧」等を出版している。東日本大震災に関して、学会として調査報告書を刊行している。